# Neuer Markt 3/4 (Stralsund)
Das Haus mit der postalischen Adresse Neuer Markt 3–4 im Stralsunder Stadtgebiet Altstadt ist ein denkmalgeschütztes Gebäude am Neuen Markt an der Ecke zur Poststraße. Das einst als Postamt genutzte Gebäude zieht sich bis zum Katharinenberg, dort lautet die postalische Anschrift Katharinenberg 12. Das Haus liegt im Kerngebiet des von der UNESCO als Weltkulturerbe anerkannten Stadtgebietes Historische Altstädte Stralsund und Wismar.

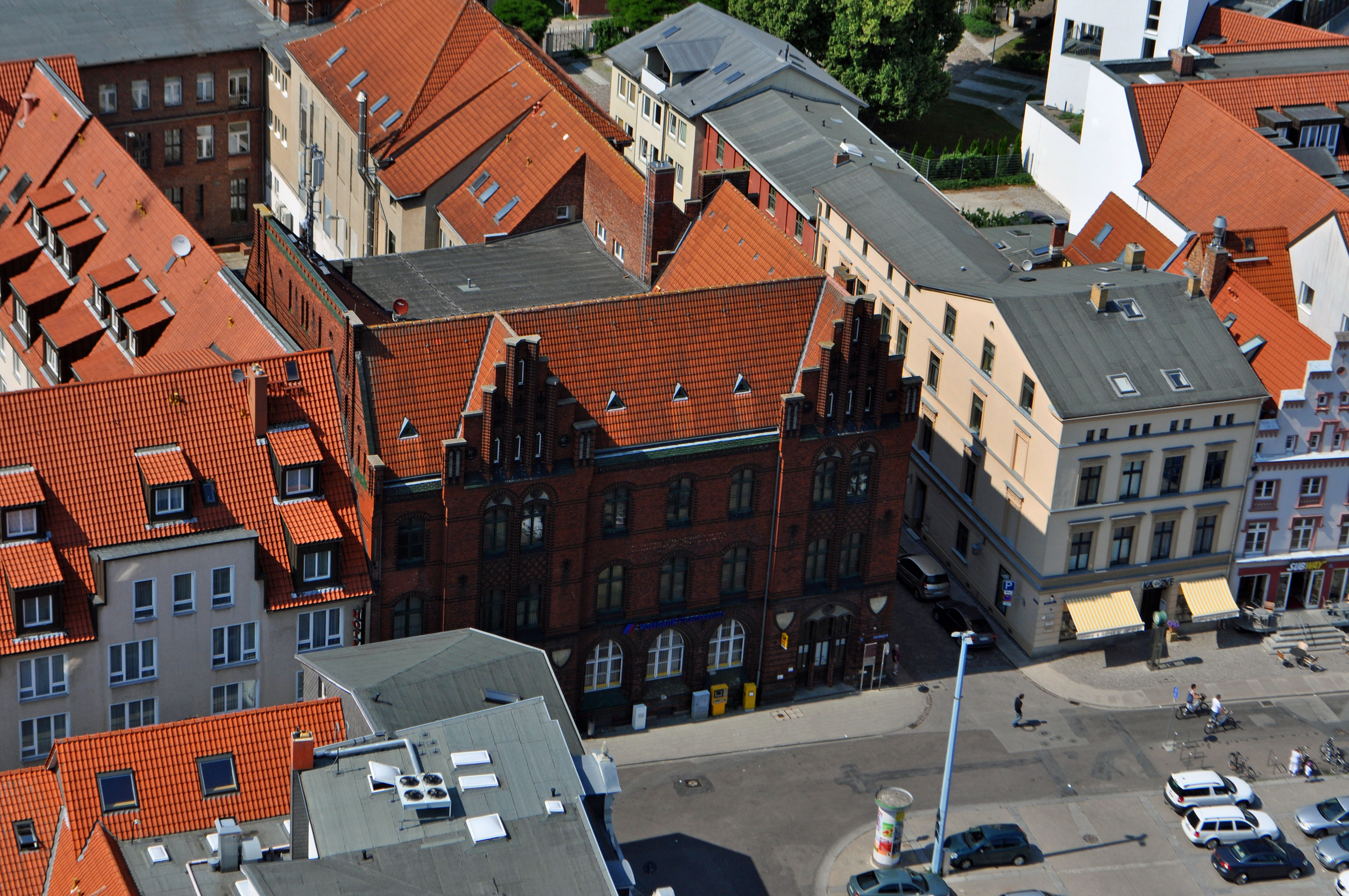
Draufsicht auf den Gebäudekomplex, 2013

## Geschichte
Zu Beginn des 18. Jahrhunderts legte König Karl XII. (1697–1713) sein besonderes Augenmerk auf die Herstellung neuer Postfahrten. Um 1700 gab es in Schwedisch Pommern Postlinien von Stralsund über Greifswald nach Anklam, von Greifswald über Wolgast nach Anklam und von Stettin über Falkenwalde, Ückermünde, Anklam nach Demmin; letztere Linie der alten historischen Hansischen Ostseestraße Stettin-Demmin-Stralsund folgend. König Friedrich Wilhelm I. legte Posten an und richtete zunächst preußische Postämter in Stettin, Anklam und Demmin eon. Ab 1850 wurden erstmals Oberpostdirektionen im Königreich Preußen gegründet, darunter auch in Stralsund. Bereits 1862 verwies Stralsunds Ober-Post-Director Pundt im Amtsblatt der Preußischen Regierung zu Stralsund in der No. 267 auf die Einhaltung der Postgesetze. Am 10. Juni 1868 wurde die Oberpostdirektion (OPD) Stralsund geschlossen, zuständig wurde die Oberpostdirektion Stettin und Stralsund verblieb als Post- und Telegrafenamt. 1851 wurde eine Telegrafenleitung von Stettin nach Stralsund und im Jahr 1854 das erste deutsche Seekabel durch den Strelasund verlegt. Die Preußische Telegraphenstation begann ihren Betrieb am 1. Januar 1855 in einem Haus in der Frankenstraße 32. Nachdem Telegraphenamt und Post in einem Haus in der Mühlenstraße zusammengelegt waren, wurde der Platz bald zu eng; in der Oberpostdirektion Stettin wurde der Neubau eines Hauptpostamtes für Stralsund geplant.

## Gebäude
Das aus Backstein errichtete Gebäude wurde 1886 gebaut, nachdem das Grundstück dafür seit 1878 reserviert war. Am 12. Oktober 1888 wurde die Einweihung der Post gefeiert, anwesend waren auch der Generalpostdirektor Heinrich von Stephan und Stralsunds Oberbürgermeister Carl Friedrich Tamms. In diesem Jahr überschritt die Anzahl der Briefsendungen die Millionengrenze.
Das dreigeschossige verklinkerte historisierende Gebäude im Stil der Neugotik wird zum Neuen Markt hin geprägt durch zwei Risalite mit geschossübergreifenden Spitzblenden; sie werden von Pfeilergiebeln bekrönt. Die Errichtung des Postgebäudes durch zwölf beteiligte Firmen kostete damals 290.100 Mark.
Der Seitenflügel an der Poststraße, der damaligen Landesherrenstraße, wurde von 1924 bis 1926 erhöht und verlängert, wobei schlichte Formern verwendet wurden. Ein Erweiterungsbau am Katharinenberg von 1930/1931 vervollständigte den Gebäudekomplex; er beherbergte das Telegrafenamt (Katharinenberg 12).
1950 wurde der Haupteingang von der Mitte der Front zum Neuen Markt in die rechte Achse verlegt. In den 1970er-Jahren erfolgte eine umfassende Sanierung des Postgebäudes und zum hundertjährigen Jubiläum 1988 wurde das Gebäude mit einem großen Empfang und einer Ausstellung gefeiert.
Zum 3. Oktober 1990 wurde im Zuge der Deutschen Wiedervereinigung gemäß Artikel 27 des Einigungsvertrages die Deutsche Post mit der Deutschen Bundespost verschmolzen. Das Stralsunder Postamt wurde in die Deutsche Bundespost eingegliedert und war nach der Privatisierung seit 1995 der Deutschen Post AG zugehörig. Teile des Gebäudekomplexes wurden als Postbank – Filiale genutzt, die Deutsche Post war nur Mieter im Gebäude. Am 10. September 2024 wird die Postfiliale im ehemaligen Postamt geschlossen, die Filiale der Postbank bleibt bestehen.

## Philatelistische Würdigung
Eine Briefmarke, die das Postamt Stralsund zeigt, erschien am 10. Oktober 1991. Die Wohlfahrtsmarke der Deutschen Bundespost erschien als Teil der Ausgabe Historische Posthäuser in Deutschland (Mi. Nr. 1565) mit dem Wert von 70+30 Pfennig. Der Entwurf stammt von der Grafikerin Karin Blume-Zander aus Haan. Die Auflage betrug 9.485.000 Stück.